# André Bossanne
André Bossanne, né le 3 mai 1907 à Marsaz dans la Drôme et mort le 26 juillet 1996 à Tournon-sur-Rhône dans l'Ardèche, est un homme politique français.

## Biographie
Après la reprise d'une exploitation agricole, à la fin de ses études, dans son village natal, André Bossane débute sa vie publique par le syndicalisme agricole, et devient vice président de la confédération générale local, ainsi que président de la cave coopérative de Saint-Donat-sur-l'Herbasse. Son action durant la Seconde Guerre mondiale le conduit à être détenu prisonnier de guerre en Allemagne. À la libération, il est démobilisé, avec le grade de lieutenant. Il obtient la Croix de guerre avec palmes.

## Détail des fonctions et des mandats
Mandat parlementaire
- 8 décembre 1946 - 7 novembre 1948 : Sénateur de la Drôme

Mandat locaux
- Maire de Marsaz de 1947 à 1989
- conseiller général du Canton de Saint-Donat-sur-l'Herbasse de 1951 à 1976, puis de 1982 à 1989.